# Линейни кораби тип „Кайзер“
Кайзер (на немски: Kaiser) са серия линейни кораби на Германския императорски военноморски флот от 1910-те години. По сравнение с техните предшественици, линкорите от типа „Остфризланд“, броя на кулите на главния калибър при тях е съкратен до пет, но за сметка на по-удачното линейно-диагонално тяхно разположение по всеки борд могат да водят огън все същите осем оръдия, а в пределите на ограничени ъгли на насочване и всичките десет; също отново сериозно са усилени броневата и подводната защита на линкорите, извеждайки типа „Кайзер“ по тези параметри в числото на най-мощните в света. Освен това, за първи път сред германските дредноути, на типа „Кайзер“ е използвана паротурбинна силова установка.
Всичко в периода 1909 – 1913 г. са построени пет линкора от типа „Кайзер“, два – в рамките на корабостроителната програма за 1909/1910 г. и още три – по програмата за 1910 – 1911 г. „Фридрих дер Гросе“ и „Принц-регент Луитполд“ специално са проектирани като флагмански кораби на флота и имат специално оборудвани бойни рубки и ходови мостици. Оригинална конструктивна особеност на проекта също е планираната на „Принце-регента Луитполд“ на дизелна силова установка на средния вал, но тъй като довеждането на двигателя с мощност 12 000 к.с. до работоспособно състояние така и не се получава, кораба влиза в строй и се експлоатира само с паротурбинна установка на два вала.

## Конструкция
По своята конструкция дредноутите от типа „Кайзер“ представляват високоборден кораб с удължен бак, пет бронирани въртящи се куполни артилерийски установки на главния калибър (от тях три по ДП в краищата на кораба и две близо към бордовете ешелонирано в района на мидъла), две бронирани бойни рубки, непрекъснат долен броневи пояс от кърмовата напречна бронева преграда до форщевена, горен брониран пояс на бронирането на цитаделата от кърмовия барбет до носовия, брониран каземат и бронирана палуба, разположена над и под КВЛ. Средната артилерия е разположена палуба по-нагоре, отколкото при предшествениците. Носовия и кърмовия край се защитават допълнително с горна бронирана палуба.
Формата на корпуса основно повтаря формата на корпуса на типа „Хелголанд“, но се отличава с малко по-голяма дължина и по-широк мидъл. Подема на дъното в носовата част е по-плавен, а на форщевена няма характерния таранен шпирон, което вече свидетелства за пълния отказ от архаичната тактика на таранния удар в бой.
За разлика от непрекъснатата горна палуба при типа „Хелголанд“, е добавен полубак. Той свършва при средата на барбета на кърмовата линейно-терасовидна куполна установка, а комините са поставени на по-голямо разстояние един от друг.
Екипажа по щат наброява 1043 души и 41 офицера. „Фридрих дер Гросе“ и „Принц-регент Луитполд“ се строят като флагмански кораби и имат помещения за разполагането на адмирал с щаба му – допълнителни 80 души, от тях 14 офицера.

### Въоръжение
Главният калибър се състои от десет 305-мм оръдия 30.5 cm SK L/50 C/08 с дължина на ствола 50 калибра. Оръдията имат клинов затвор система на Круп. Те са разположени в установките образец 1909 г. Drh.LC/1909, с ъгъл на снижаване −8° и ъгъл на възвишение 13,5 °. Впоследствие ъглите са изменени на −5,5° и +16° съответно. Заряда се състои от две части – основен в месингова гилза и допълнителен в копринен картуз. До подаването му в бойното отделение на кулата допълнителният заряд се намира в месингов пенал. Общото тегло на барутния заряд съставлява 125,5 кг. При ъгъл на възвишение от 13,5° той осигурява на 405,5 кг бронебоен снаряд начална скорост от  855 м/с и далечина на стрелбата от 18 000 м, а при 16° 20 400 м. Максималната скорострелност е три изстрела в минута. Общия боекомплект съставлява 860 снаряда – по 86 на оръдие.
Противоминната артилерия на линкорите от типа „Кайзер“ включва оръдия от два калибра − 150-мм на средния и 88-мм лек.
Средната артилерия се състои от четиринадесет 150-мм оръдия 15 cm/45 SK L/45 с дължина на ствола 45 калибра в каземати, с далечина на стрелбата 13 500 м (73 кбт.) и сектор на обстрела от 120°; от 1915 г. далечината на стрелба е увеличена до 16 800 м (91 кбт.) Общият боекомплект за 150-мм оръдия съставлява 2240 изстрела или 160 на оръдие.
Корабите имат и осем 8,8 см оръдия SK L/45 с общ боекомплект 2800 снаряд, впоследствие заменени с два до четири зенитни оръдия от същия калибър.
По сравнение с линкорите от първите две серии, торпедното въоръжение е отслабено за сметка на съкращаване на броя торпедни апарати до пет подводни 500-мм (един носов и четири бордови, с боекомплект от 19 торпеда).

### Брониране
305 мм кули имат 300 мм дебелина на челните плочи, 250 мм странични стени, 290 мм задна стена, 110 мм наклонена част на покрива и 80 мм плоска част.

### Енергетична установка
Главната енергетична установка на четирите дредноути от типа „Кайзер“ се състои от три еднакви независими комплекта турбини („Кайзер“ и „Кайзерин“ – тип „Парсънс“; „Фридрих дер Гросе“ – „АЕГ-Къртис“; „Кьониг Алберт“ – „Шихау“), въртящи три трилопастни винта с диаметър 3,75 м.
На петия дредноут („Принц-регент Луитполд“) трябва да има комбинирана силова установка, състояща се от два комплекта турбини и един дизел с голяма мощност, обаче правения от завода „Германия“ дизелов двигател така и не е доведен до работоспособно състояние.
В бордовите помещения на машинното му отделение са поставени две по-мощни, отколкото на систършиповете, турбини Парсънс с обща мощност 26 000 к.с. въртящи два трилопастни гребни винта с диаметър 4 м, което трябва да осигури на кораба скорост на хода 20 възела.

## Модернизации
За времето на своята сравнително къса служба няма сериозна модернизация на корабите от този тип, с изключение увеличаването на максималния ъгъл на възвишение на оръдията на главния калибър от 13,5° до 16° (Prinzregent Luitpold е модернизиран точно пред, а останалите кораби скоро след Ютланското сражение) и заменя в годините на войната на четири от 88-мм противоминните оръдия със зенитни със същия калибър.

## Представители
| Название                                         | Корабостроителница             | Заложен        | Спуснат на вода  | Влизане в строй  | Съдба                                  |
| ------------------------------------------------ | ------------------------------ | -------------- | ---------------- | ---------------- | -------------------------------------- |
| „Кайзер“ SMS Kaiser                              | Корабостроителница флота в Кил | декември 1909  | 22 март 1911     | 7 декември 1912  | потопени при Скапа Флоу на 21 юни 1919 |
| „Фридрих дер Гросе“ SMS Friedrich der Grosse     | Vulcan, Хамбург                | 26 януари 1910 | 10 юни 1911      | 22 януари 1913   | потопени при Скапа Флоу на 21 юни 1919 |
| „Кайзерин“ SMS Kaiserin                          | Howaldtswerke, Кил             | ноември 1910   | 11 ноември 1911  | 13 декември 1913 | потопени при Скапа Флоу на 21 юни 1919 |
| „Кьониг Алберт“ SMS König Albert                 | Schichau, Данциг               | 17 юли 1910    | 27 април 1912    | 8 ноември 1913   | потопени при Скапа Флоу на 21 юни 1919 |
| „Принц-регент Луитполд“ SMS Prinzregent Luitpold | Germaniawerft, Кил             | януари 1911    | 17 февруари 1912 | 6 декември 1913  | потопени при Скапа Флоу на 21 юни 1919 |

## История на службата
През 1913 г. SMS Kaiser и SMS König Albert осъществяват далечно плаване в Югозападна Африка и Южна Америка. В годините на Първата световна война всички линкори от типа „Кайзер“ влизат в състава на Флота на откритото море и активно се използват в бойните действия. В Ютландското сражение вземат участие четири линкора от тази серия. „Кьониг Алберт“ се намира в това време в сух док за ремонт. Независимо от използването им в ред от операциите на германския флот, нито един линкор от този тип в годините на войната не получава сериозни повреди. С капитулацията на Германия, всичките пет кораба на серията, заедно с други кораби от Флота на откритото море, са потопени в Скапа Флоу (Оркнейски острови) през 1919 г. и впоследствие са извадени и продадени за скрап в периода 1929 – 1937 г.

## Оценка на проекта
|                                              | „Уайоминг“ · САЩ            | „Орион“ · Великобритания              | „Хелголанд“ · Германия                 | „Кайзер“ · Германия                   | „Молтке“ · Германия                       |
| -------------------------------------------- | --------------------------- | ------------------------------------- | -------------------------------------- | ------------------------------------- | ----------------------------------------- |
| Заложен                                      | 1909                        | 1909                                  | 1908                                   | 1909                                  | 1909                                      |
| Влизане в строй                              | 1912                        | 1912                                  | 1911                                   | 1912                                  | 1912                                      |
| Водоизместимост, нормална, т                 | 26 416                      | 22 555                                | 22 806                                 | 24 724                                | 22 979                                    |
| Пълна, т                                     | 27 680                      | 26 284                                | 24 700                                 | 27 000                                | 25 400                                    |
| Тип СУ                                       | ПТ                          | ПТ                                    | ПМ                                     | ПТ                                    | ПТ                                        |
| Проектна мощност, к.с.                       | 28 000                      | 27 000                                | 28 000                                 | 28 000                                | 52 000                                    |
| Проектна максимална скорост, въз.            | 20,5                        | 21                                    | 20,5                                   | 21                                    | 25,5                                      |
| Далечина на плаване, мили (на скорост, въз.) | 6680 (10)                   | 6730 (10)                             | 5500 (10)                              | 7900(12)                              | 4400 (14)                                 |
| Брониране, мм                                |                             |                                       |                                        |                                       |                                           |
| Пояс                                         | 279                         | 305                                   | 300                                    | 350                                   | 270                                       |
| Палуба                                       | 35 – 63                     | 45 – 102                              | 55 – 80                                | 60 – 100                              | 50                                        |
| Кули, чело                                   | 305                         | 279                                   | 300                                    | 300                                   | 230                                       |
| Барбети                                      | 254                         | 254                                   | 300                                    | 300                                   | 200 – 230                                 |
| Рубка                                        | 292                         | 279                                   | 300                                    | 350                                   | 300                                       |
| Схема на разположението на въоръжението      |                             |                                       |                                        |                                       |                                           |
| Въоръжение                                   | 6×2×305/50 21×1×127/51 2 ТА | 5×2×343/45 16×1×102/50 4×1 47-мм 3 ТА | 6×2×305/50 14×1×150/45 14×1×88/45 6 ТА | 5×2×305/50 14×1×150/45 8×1×88/45 5 ТА | 5×2×280-мм/50 12×1×150/45 12×1×88/45 4 ТА |

## Коментари към таблицата
1. ↑  За британските и американските кораби в източниците водоизместимостта е дадена в дълги тона, за това тя е преизчислена в метрични тонове